# La Méaugon
La Méaugon (tiếng Breton: Lanvealgon, Gallo: Laméaugon) là một xã của tỉnh Côtes-d'Armor, thuộc vùng Bretagne, tây bắc Pháp.

## Dân số
Người dân ở La Méaugon được gọi là Méaugonnais.